# Talpa minuta
Talpa minuta — вид комахоїдних ссавців кротових (Talpidae). Скам'янілі рештки представляють четвертинний період Греції (1 колекція); міоцен Австрії (3), Франції (2), Німеччини (5), Польщі (1), Словаччини (2), Іспанії (1), Швейцарії (1). Типовий екземпляр: MNHN без номера, елемент кінцівки (плечова кістка).